# Luise (Schiff, 1936)
Die Luise ist das älteste Fahrgastschiff der Holsteinischen Schweiz.

## Geschichte
Das Schiff wurde laut Dieter Schubert 1936 bei Scheel & Jöhnk in Hamburg gebaut und hieß bis 1976 Holm bzw. Uklei. Seitdem trägt es den Namen Luise. Im Jahr 2000 war die Luise bei der 5-Seen-Fahrt und Kellersee-Fahrt GmbH im Einsatz und durfte 210 Fahrgäste befördern. Schubert gibt eine Länge von 24,73 Metern, eine Breite von 4,26 Metern, einen Tiefgang von 1,08 Metern und eine Maschinenleistung von 84 kW an. Im Gegensatz zu den Schiffen Dieksee, Malente, Grünau und Gremsmühlen, die für die 5-Seen-Fahrt genutzt wurden, verkehrte die Luise auf dem Kellersee. Laut Schubert hat das Schiff einen 1957 erfolgten Umbau hinter sich; laut einem Bericht über die Luise aus dem Jahr 2019 sind aber unter anderem der Steuerbereich und die Holzbänke im vorderen Teil des Schiffes noch im Originalzustand von 1936 erhalten. Günter Benja führt die Luise 1975 noch unter ihrem früheren Namen Holm; im Jahr darauf wurde sie offenbar umgetauft, weil die vorhergehende Namensträgerin Luise aus dem Jahr 1928  ausgemustert worden war. Für die Holm gibt Benja leicht von Schubert abweichende Maße an. Er verzeichnet ihre Länge mit 24,55 Metern, die Breite mit 4,26 Metern und den Tiefgang mit 1,3 Metern. Ein 94-PS-Motor erlaubte laut Benja eine Geschwindigkeit von 11,5 km/h. Das Schiff durfte 1975 höchstens 207 Personen befördern. Als Werft gibt er Staack in Lübeck an. Dort wurden die vier jüngeren Schiffe des Unternehmens gebaut; möglicherweise handelt es sich um die Umbauwerft der Luise.
Unterlagen und Fotos der 5-Seen-Fahrt zeigen neuere und detailliertere Informationen: Das Schiff wurde in der Tat 1936 bei Scheel & Jöhnk in Hamburg gebaut, war aber zur Indienststellung nur 20 Meter lang, hatte einen Stahlrumpf mit Holzaufbau. Von 1936 bis 1955 hieß das Schiff Uklei und befuhr den Kellersee; danach wurde es zur 5-Seen-Fahrt umgesetzt und hieß dann dort Holm. Im Winter 1957/58 wurde das Boot dann, mehr oder weniger in Eigenleistung, um 4 Meter verlängert, der Holzaufbau wurde aber beibehalten. Dieser wurde dann im Winter 1961/62 abgebaut und das Schiff wurde am 14. Januar 1962 zur Staack-Werft in Lübeck transportiert. Am 8. April 1962 kam das Schiff mit neuen Stahlaufbauten zurück und sah dadurch völlig anders aus. Es ähnelte ab diesem Zeitpunkt der 1960 gekauften Gremsmühlen. Bis 1976 fuhr die Holm mit diesen neuen Aufbauten die „5-Seen-Fahrt“ von Malente nach Plön, danach ging es zurück auf den Kellersee und das Schiff bekam seinen 3. Namen: Luise. Noch heute, Stand 2023, fährt das Schiff als „Kellerseefahrt“ über den Kellersee bei Malente, Sielbeck und Eutin.
Die Kellersee-Fahrt, die an den Betriebstagen viermal täglich angeboten wird, führt von der Anlegestelle Malente-Janusallee zum Gut Immenhof, dann zum Fährhaus Fissau, zur Anlegestelle Sielbeck-Uklei und über Malente-Seehütte zurück zum Ausgangspunkt. Die Kellersee-Fahrt wird seit 1882 angeboten.